# De Traux de Wardin

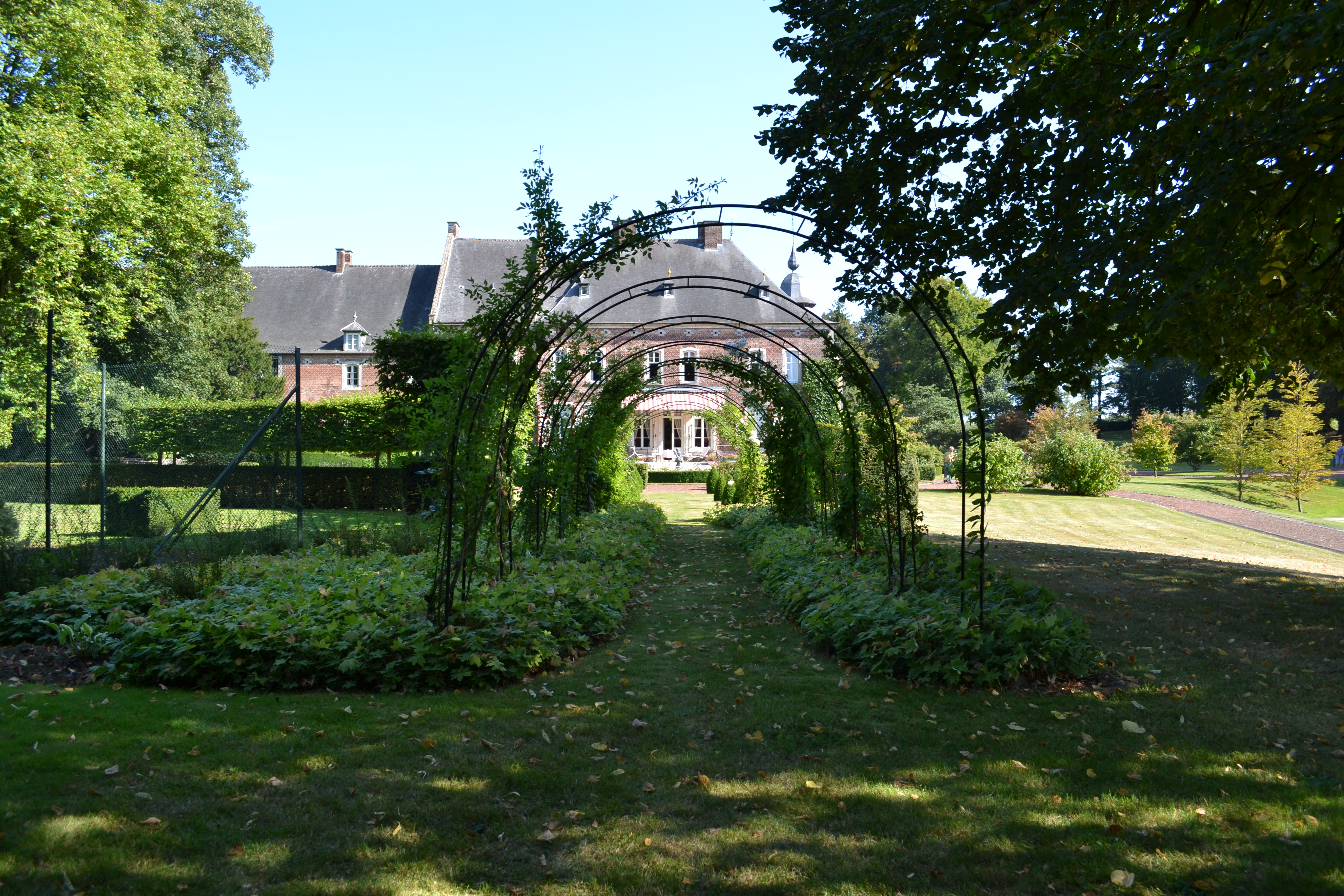
Kasteel van Geldenaken

De Traux de Wardin is een sinds 1845 tot de Belgische adel behorende familie.

## Geschiedenis
De stamreeks begint met Wernard de Traux die op 11 september 1484 verheffingsrecht betaalde voor de heerlijkheid Ozo, eerste vermelding van een telg van het geslacht. Bij diploma van 26 april 1803 werd Pierre Joseph de Traux de Wardin verheven tot des H.R.Reichsfreiherr. Zijn zoon Wenceslas (1800-1850), cadet in het Oostenrijkse leger vestigde zich in België en liet zich in 1829 tot Belg naturaliseren; in 1845 werd hij erkend in de Belgische adel met de titel van baron op allen.
Anna 2015 waren er nog vier mannelijke telgen in leven, de jongste en vermoedelijke opvolger als chef de famille geboren in 1989.

## Enkele telgen
Wenceslas baron de Traux de Wardin (1800-1850), cadet in het Oostenrijkse leger
- Gaston baron de Traux de Wardin (1844-1919), burgemeester van Geldenaken
  - Henri baron de Traux de Wardin (1884-1969), diplomaat, burgemeester van Geldenaken, secretaris van koningin Elisabeth; trouwde in 1910 met Gertrude barones della Faille d'Huysse van den Hecke de Lembeke (1889-1953), lid van de familie Della Faille
    - Jean baron de Traux de Wardin (1916-1993), burgemeester van Geldenaken; trouwde in 1940 met Louise gravin Cornet de Ways-Ruart (1920-2004), lid van de familie Cornet
      - Bernard graaf de Traux de Wardin (1941), schepen van Geldenaken, bewoner van het kasteel van Geldenaken, verkreeg in 2015 voor hem en al zijn afstammelingen de titel van graaf (gravin), chef de famille
        - Henry graaf de Traux de Wardin (1989), vermoedelijke opvolger als chef de famille

    - Marie-Louise barones de Traux de Wardin (1918-2012); trouwde in 1939 met Thierry graaf de Beauffort (1916-1999), directeur van het Belgisch bureau van Buitenlandse handel, lid van de familie De Beauffort

- Jean-François Houtart, Anciennes familles de Belgique. Bruxelles. 2008, p. 111-112 [anno 1484].
- État présent de la noblesse belge (1999), p. 335-337.
- État présent de la noblesse belge (2015), p. 224-226.